# Reid Brook
Der Reid Brook ist ein etwa 42 km langer Zufluss der Labradorsee im Nordosten der Labrador-Halbinsel in der kanadischen Provinz Neufundland und Labrador.

## Flusslauf
Der Reid Brook entspringt 50 km westsüdwestlich von Nain auf einer Höhe von 450 m. Er fließt anfangs 20 km in östlicher Richtung. Zwischen den Flusskilometern 27 und 23 liegt der Reid Pond am Flusslauf. Auf den unteren 20 km wendet sich der Reid Brook nach Süden. Im Unterlauf bildet der Fluss zahlreiche Flussschlingen auf. Schließlich erreicht der Reid Brook die Voisey’s Bay, 36 km südwestlich von Nain. Die Mündung des Reid Brook befindet sich am nördlichen Rand des Mündungsdeltas des weiter südlich verlaufenden Kogluktokoluk Brook. Etwa einen Kilometer östlich des Unterlaufs des Reid Brook befindet sich die Voisey’s Bay Mine, in der seit 2005 Nickel abgebaut.

## Hydrologie
Der Reid Brook entwässert ein Areal von 171 km². Der mittlere Abfluss beträgt 3,27 m³/s. Im Juni führt der Fluss die größte Wassermenge mit im Mittel 12,2 m³/s.

## Flussfauna
Im Unterlauf des Reid Brook kommt der Wandersaibling vor.